# Enneapterygius melanospilus
Enneapterygius melanospilus és una espècie de peix de la família dels tripterígids i de l'ordre dels perciformes.

## Morfologia
- Els mascles poden assolir 3,1 cm de longitud total.[1][2]

## Alimentació
Menja picnogònids, ostracodes, copèpodes i isòpedes.

## Hàbitat
És un peix marí de clima tropical que viu entre 3-9 m de fondària.

## Distribució geogràfica
Es troba a Oman.